# 행정적 성격의 공공기관
행정적 성격의 공공기관(établissement public à caractère administratif; EPA)는 프랑스에서 공법상의 법인으로, 행정 및 재정의 몇몇 자치권을 사용함으로써, 산업적, 상업적 목적보다도, 국가 또는 지방단체의 감독하에 세부적으로 규정된 공익적 목적에 따른다.